# آسكاف
أسكاف هو منجم خام الحديد في موريتانيا . 

## السكة الحديدية
تمتد منطقة المنجم على طول خط السكة الحديدية التابعة لشركة الصناعة والمعادن الموريتانية: SNIM على بعد 598 كم من ميناء التصدير الخاص بها.
في عام 2014، دفعت شركة Glencore Xstrata مليار دولار لشركة SNIM للوصول إلى البنية التحتية للسكك الحديدية والموانئ التابعة للشركة، و بعد انخفاض أسعار خام الحديد الذي شهده العالم بنسبة 40٪ في عام 2018، انسحبت شركة Glencore من الصفقة.